# ヘル

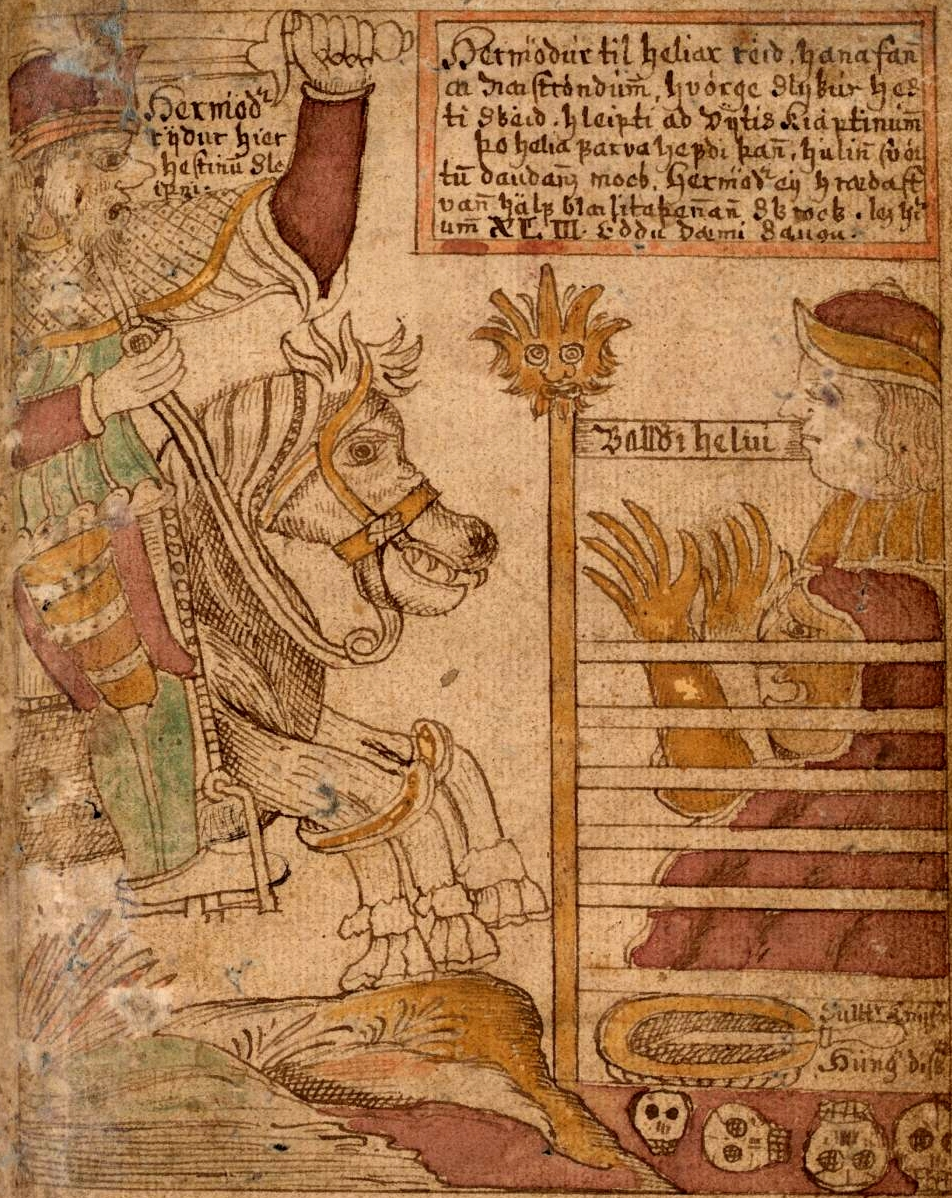
18世紀のアイスランド語写本『SÁM 66』に描かれた、バルドルの奪還に来たヘルモーズ（左）を迎えるヘル（右下）。

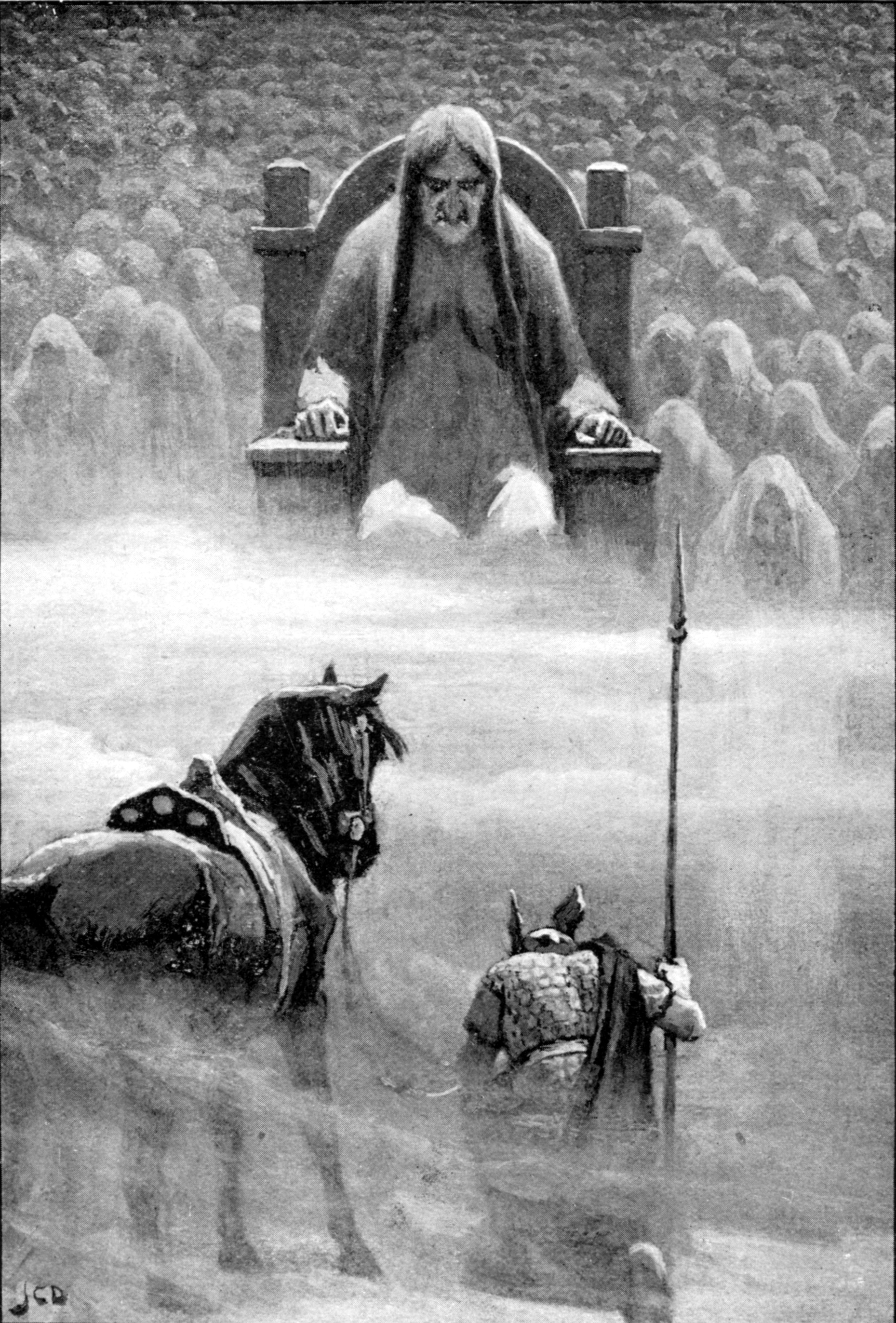
John Charles Dollmanによって描かれた、ヘルモーズ（手前）を迎えるヘル。（1909年）

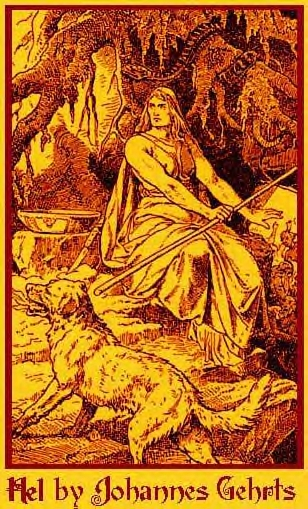
ヨハネス・ゲールツによって描かれたヘルとガルム。（1889年）

ヘル（アイスランド語: Hel, Hela）は、北欧神話における老衰、疾病による死者の国を支配する女神。エーリューズニルという館に住む。
古ノルド語のヘルはゲルマン祖語の「隠す」という意味の「* khalija」、また、その語の元となったインド・ヨーロッパ祖語の「隠す」「秘密にする」という意味の「*Kel-」から来ている。英語の「hell」（地獄）と語源が共通している。

## 解説
『散文エッダ』の『ギュルヴィたぶらかし』では、ロキが巨人のアングルボザとの間にもうけたと云われ、フェンリル、ヨルムンガンドは彼女の兄弟である。ヘルだけはロキがアングルボザの心臓を食べて、その後に女巨人に変身して自らヘルを生んだという説もある。
ヘルはオーディンによって兄弟達同様に遠隔地であるニヴルヘイムへ追放された。オーディンはそこに九つの世界において名誉ある戦死者を除く、たとえば疾病や老衰で死んだ者達や悪人の魂を送り込み、彼女に死者を支配する役目を与えた。その地は彼女の名と同じく「ヘル」（ヘルヘイム）と呼ばれる。
北欧神話の中で唯一、死者を生者に戻すことができる人物である。
ヘルの半身は青く、半身は人肌の色をしている。資料によっては上半身は人肌の色で、下半身は腐敗して緑がかった黒へ変色しているとされる。これは彼女の体の半分が生きていて、もう半分が死んでいるということを意味している。
絵画では（左右）半身は白く、半身が黒い姿（あるいは半身が赤、半身が青）で描かれる。
フリッグの命を受けたヘルモーズがバルドルの蘇生をヘルに懇願したが、ヘルは、九つの世界の住人すべてがバルドルのために泣いて涙を流せば蘇生させてもいい、という条件を与えた。しかし女巨人セックに化けたヘルの父のロキが涙を流さなかったのでバルドルが蘇ることはなかった。
ラグナロクのときは、死者の爪で造った船ナグルファルに死者達またはスルトの一族ないし霜の巨人族が乗り、巨人に加勢する死者の軍団がアースガルドに攻め込んでくるという。書物によっては死者の軍勢を送り、彼女自身はヘルヘイム（ニヴルヘルともいう）に残ったままという説もある。
ラグナロクが起きた後で彼女がどうなったのかはわからない。だが冥界の住人がラグナロクが起きている間、慄いている描写があり、冥界は滅びなかったと唱える者もいる。
シーグルズル・ノルダルは『巫女の予言』について、バルドルやヘズ、心正しい人々を残し、ヘルと彼女の支配する死者達は滅びたと解釈している。
松村武雄が紹介したエピソードによると、ヘルは生まれた時から邪悪な存在で冥界からたまに地上に出て人々を虐殺することもあるという。